# Athis-Mons
Athis-Mons is een gemeente in het Franse departement Essonne (regio Île-de-France). De gemeente telde 36.451 inwoners op 1 januari 2022. De inwoners worden Athégiens genoemd. De plaats maakt deel uit van het arrondissement Palaiseau.

## Geschiedenis
In 1817 ontstond de gemeente Athis-Mons uit de fusie van de gemeenten Athis-sur-Orge en Mons-sur-Orge. Dat waren landbouwdorpen. De bevolking leefde voornamelijk van de landbouw (graan op het plateau boven de rivier en wijnbouw op de hellingen). In 1841 werd het treinstation geopend. Dit lag op de lijn Paris-Orléans-Midi (POM) en werd later ook aangesloten op de lijn Paris-Lyon-Méditerranée (PLM). In 1863 werd de Pont d'Athis-Mons over de Seine afgewerkt, in 1864 kwam er in Athis-Mons ook een goederenstation en in 1884 een rangeerstation. Dit zorgde voor een bevolkingstoename en daarom werd in 1891 een nieuwe wijk gebouwd. De gemeente verstedelijkte in snel tempo en telde in 1939 al meer dan 10.000 inwoners. Op 18 april 1944 kostte een geallieerd luchtbombardement het leven aan 300 mensen en werd een volledige wijk verwoest. In de jaren 1960 en 1970 werden hoogbouwwijken (Noyer Renard, Les Clos, Résidence Édouard Vaillant) gebouwd voor de snel stijgende bevolking

## Geografie
De oppervlakte van Athis-Mons bedroeg op 1 januari 2022 8,56 vierkante kilometer; de bevolkingsdichtheid was toen 4.258,3 inwoners per km².
De Orge stroomt door de gemeente en mondt er uit in de Seine. Bij die samenvloeiing is er een riviervlakte. Daarachter ligt een helling en het noordwesten van de gemeente ligt op een plateau met een hoogte tussen 80 en 92 meter. De gemeente is onderverdeeld in vijf wijken: 
- Centre ville
- Mons / Plaine-Basse
- Val
- Plateau
- Noyer Renard

De autoweg N7 loopt door de gemeente.
De onderstaande kaart toont de ligging van Athis-Mons met de belangrijkste infrastructuur en aangrenzende gemeenten.

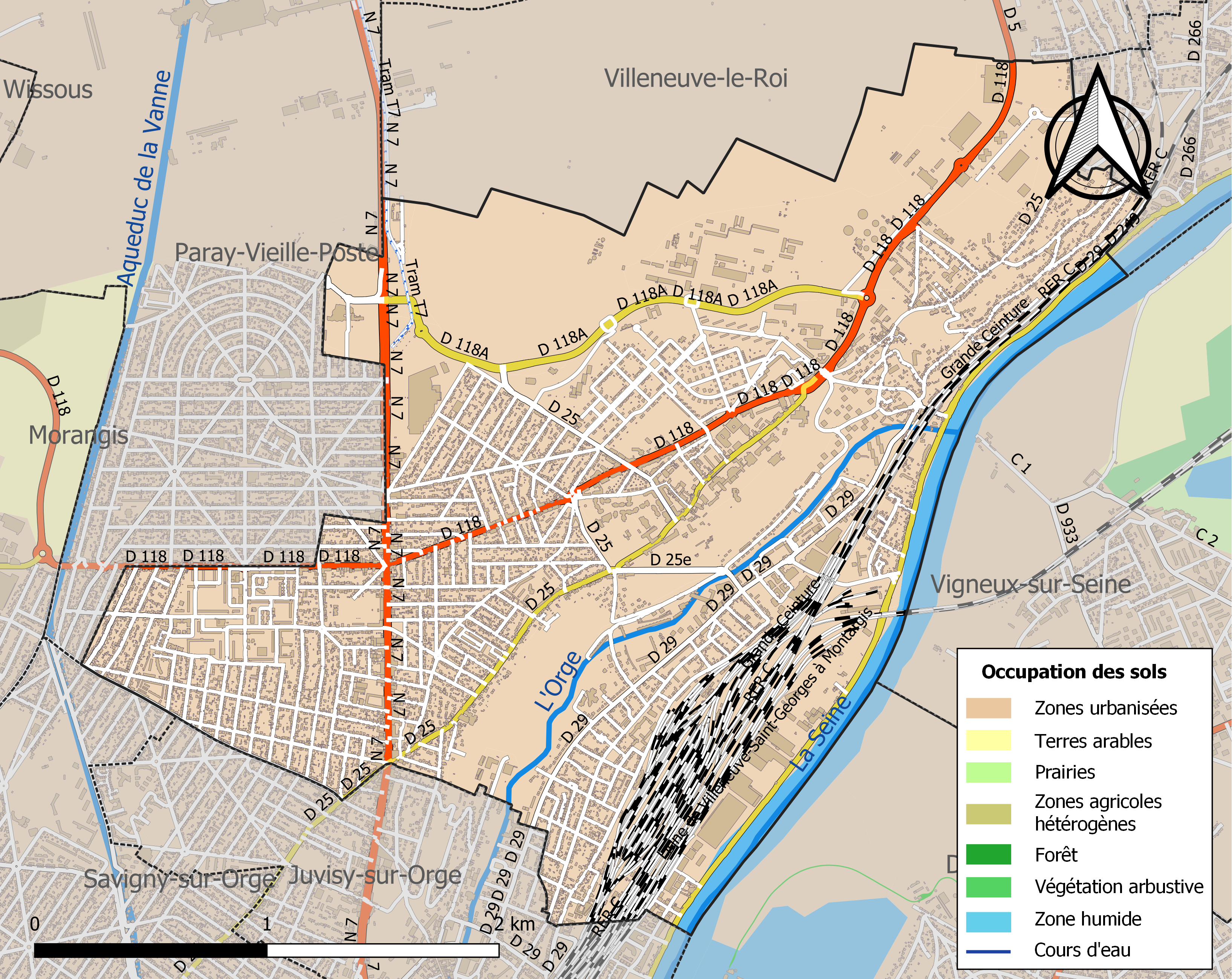

## Partnersteden
- Ballina (Ierland)
- Rothenburg ob der Tauber (Duitsland)

## Demografie
In de jaren 1960 en 1970 kende de bevolking een sterke groei. Na 1975 stabiliseerde de bevolking rond 30.000 inwoners.
Onderstaande figuur toont het verloop van het inwonertal (bron: INSEE-tellingen).

## Geboren
- Edouard Duplan (1983), voetballer